# Gino Frediani
Gino Frediani (ur. 1913, zm. 1984) – katolicki ksiądz z Gavinany w Toskanii (Włochy), sedewakantysta.
Od 1973 głosił, że miał widzenia proroków starotestamentowych. 5 września 1973 prorok Habakuk miał mu położyć rękę na głowie, mówiąc, że Frediani ma wypełnić wielką misję budowy Świętego Kościoła Serca Jezusowego. Fredianiemu mieli się także objawiać prorocy Nahum, Nehemiasz i Baruch. 
W 1974 Frediani ogłosił się papieżem, przyjmując imię Emmanuela I i założył własną wspólnotę Serca Jezusowego (Chiesa Novella Universale del Sacro Cuore di Gesú). Oprócz wiernych świeckich, dołączyło do niego trzech innych księży parafialnych. 
Początkowo pozostał w swoim kościele parafialnym, z którego jednak został usunięty przez biskupa. Wtedy, wraz ze swoją wspólnotą, przeniósł się do jednego z budynków w Gavinianie.
Frediani nadal otrzymywał wizje, nie tylko od proroków, ale także od Maryi, Jana Ewangelisty i Trójcy Świętej. Zaczął publikować opisy tych widzeń, wraz z dodatkami do Starego i Nowego Testamentu i własnymi komentarzami. 
Nie uznawał papieży urzędujących w tym czasie w Watykanie. Zmarł 28 kwietnia 1984 roku. Jego następca, o. Sergio Melani nie używał tytułu papieża. Za jego „pontyfikatu” kolejnym antypapieżem ogłosił się Clemente Domínguez y Gómez. W 2000 do Kościoła należało ok. 15 wiernych z Gaviniany, i kilkadziesiąt poza nią. 

## Publikacje
- Gino Frediani & Sergio Melani, La fine del mondo del peccato e del dolore. L’Anticristo, Gavinana: Casa Editrice Aggeo, 1983;
- Gino Frediani, Le ultime volontà di Dio per la Terra nascoste nei Profeti dell’Antico e del Nuovo Testamento, Gavinana: Casa Editrice Aggeo, 1984.
- Gino Frediani & Sergio Melani, Appendice scritturale ai profeti dell’Antico e del Nuovo Testamento. È suonata la settima tromba dell’Apocalisse per il Vaticano e peril mondo, Gavinana: Casa Editrice Aggeo, 1985.